# (6591) Sabinin
(6591) Sabinin (1986 RT5) – planetoida z pasa głównego asteroid okrążająca Słońce w ciągu 4,58 lat w średniej odległości 2,76 j.a. Odkryta 7 września 1986 roku.